# Cefn
Cefn är en community i Storbritannien.   Den ligger i kommunen Wrexham och riksdelen Wales, i den södra delen av landet, 260 km nordväst om huvudstaden London.
Den består av byarna Cefn Mawr, Cefn Bychan, Acrefair, Penybryn, Newbridge, Plas Madoc och Rhosymedre samt omkringliggande landsbygd.